# Coespeletia
Coespeletia là một chi thực vật có hoa trong họ Cúc (Asteraceae).

## Loài
Chi Coespeletia gồm các loài: